# Ryan Suter
Ryan Suter (Madison, Wisconsin, 21 de enero de 1985), apodado Iron Man o Sutes, es un jugador profesional estadounidense de hockey sobre hielo que se desempeña en la posición de defensor izquierdo en Dallas Stars, equipo de la National Hockey League (NHL).

## Carrera
Fue seleccionado en la primera ronda en la NHL Entry Draft de 2003. En 2005 hizo su debut profesional con el equipo Nashville Predators, en el cual jugó siete temporadas (2005-2012), después pasó a Minnesota Wild (2012-2021), luego a Dallas Stars, donde lleva jugando tres temporadas.